# Walter Bryce Gallie
Pour les articles homonymes, voir Bryce.
Walter Bryce Gallie, né le 5 octobre 1912 à Lenzie et mort le 7 octobre 1998 à Aberteifi, est un théoricien politique, un théoricien de la sociologie, ainsi qu'un philosophe écossais.